# Manganita
La manganita és un mineral de la classe dels hidròxids. Va ser anomenada així l'any 1827 per Wilhelm Karl von Haidinger, en al·lusió al seu contingut de manganès.

## Característiques
La manganita és un hidròxid de manganès, que cristal·litza en un sistema monoclínic. Els cristalls de manganita són prismàtics i alineats fortament en el seu eix longitudinal. Sovint es troben agrupats en manolls. El seu color es troba en la gamma del gris acer al negre, i el seu llustre és brillant i submetàl·lic. La seva duresa a l'escala de Mohs és 4, com la de la fluorita, i la seva densitat és 4,35 g/cm³.

## Formació i jaciments
La manganita es troba amb altres òxids de manganès en els dipòsits formats per la circulació a la intempèrie d'aigua meteòrica en el medi ambient en dipòsits d'argila i laterites. Es forma per acció hidrotermal a baixa temperatura als filons, en associació amb calcita, barita i siderita. Sovint s'associa amb pirolusita, braunita, hausmannita i goethita. Als territoris de parla catalana ha estat descrita a la mina Elvira (Gavà, Baix Llobregat), a la mina Serrana (El Molar, Priorat), a la mina Virgen del Pilar (Requena, Plana d'Utiel) i a les mines de Vetera (Cortsaví, Vallespir).